# Andra Lasmanis
Andra Aija Lasmanis, född 14 november 1957, är en svensk filmfotograf, dokumentärfilmare och filmkonsulent.
Lasmanis har studerat filmvetenskap på Stockholms universitet och fotografi på Dramatiska Institutet. Hon arbetar som filmkonsulent vid Svenska Filminstitutet sedan 2008.
Som fotograf har Lasmanis medverkat i ett 25-tal filmer, däribland Sunes sommar (1993), Pariserhjulet (1993) och Kan du vissla Johanna? (1994). 1998 regisserade hon och fotade filmen Aligermaas äventyr, vilken belönades med en Guldbagge 1999 i kategorin "bästa kortfilm".

## Filmografi
Dokumentärer
- 1998 – Aligermaas äventyr

Foto
- 1985 – Cirkus Safari
- 1987 – Hockeybilder
- 1988 – Hans Majestäts Statsisbrytaren Frej
- 1989 – I april
- 1990 – Isbrytare
- 1990 – Kaninmannen
- 1991 – Underjordens hemlighet
- 1992 – Stein
- 1993 – Lite för mitt hjärta och lite för min Gud
- 1993 – Pariserhjulet
- 1993 – Sunes sommar
- 1994 – Flickor födda 1960
- 1994 – Kan du vissla Johanna?
- 1994 – Räveld – en svensk folksägen
- 1995 – En film om fotboll
- 1996 – Dea marina
- 1996 – Istider
- 1997 – Min vän shejken i Stureby (TV-serie)
- 1997 – Tystnadens stad
- 1998 – Fångad i flykten
- 1998 – Aligermaas äventyr
- 2000 – Det grovmaskiga nätet
- 2000 – Tidens ansikte
- 2001 – Illusion
- 2001 – Kvinna med födelsemärke
- 2001 – Återkomsten
- 2003 – Jag reder mig nog
- 2004 – Kommissarie Winter (TV-serie)
- 2006 – Mästerverket (TV-serie)
- 2008 – Ett enklare liv
- 2008 – Fotografen från Riga
- 2008 – När våren sjunger
- 2009 – Fish

## Priser och utmärkelser
- 1993 – Kurt Linders stipendium
- 1999 – Guldbagge för "bästa kortfilm" (Aligermaas äventyr)